# Rhododendron tingwuense
Rhododendron tingwuense är en ljungväxtart som beskrevs av Pui Cheung Tam. Rhododendron tingwuense ingår i släktet rododendron, och familjen ljungväxter. Inga underarter finns listade i Catalogue of Life.